# Makkarajärvi (Övertorneå socken, Norrbotten, 741595-184972)
Makkarajärvi är en sjö i Övertorneå kommun i Norrbotten och ingår i Torneälvens huvudavrinningsområde. Sjön har en area på 0,0923 kvadratkilometer och ligger 145,6 meter över havet. Makkarajärvi ligger i Torne och Kalix älvsystem Natura 2000-område.

## Delavrinningsområde
Makkarajärvi ingår i det delavrinningsområde (741988-184739) som SMHI kallar för Mynnar i Kuittasjoki. Medelhöjden är 151 meter över havet och ytan är 32,75 kvadratkilometer. Det finns inga avrinningsområden uppströms utan avrinningsområdet är högsta punkten. Kärppejoki som avvattnar avrinningsområdet har biflödesordning 3, vilket innebär att vattnet flödar genom totalt 3 vattendrag innan det når havet efter 124 kilometer. Avrinningsområdet består mestadels av skog (90 procent). Avrinningsområdet har 0,09 kvadratkilometer vattenytor vilket ger det en sjöprocent på 0,3 procent.